# Jorge Martins
Jorge Manuel Martins da Silva (født 12. august 1954 i Alhos Vedros, Portugal) er en tidligere portugisisk fodboldspiller (målmand).
Martins spillede hele sin 19 år lange karriere i hjemlandet. Her var han blandt andet tilknyttet Vitória Setúbal og Benfica. Med sidstnævnte vandt han The Double det portugisiske mesteskab og landets pokalturnering i 1981.
Martins nåede aldrig at spille en kamp for det portugisiske landshold. Alligevel var han med som reservemålmand i den portugisiske trup til både EM i 1984 i Frankrig og VM i 1986 i Mexico.

## Titler
Primeira Liga
- 1981 med Benfica

Taça de Portugal
- 1981 med Benfica
- 1989 med Belenenses

Portugal Supercup
- 1980 med Benfica